# Black Forest Academy

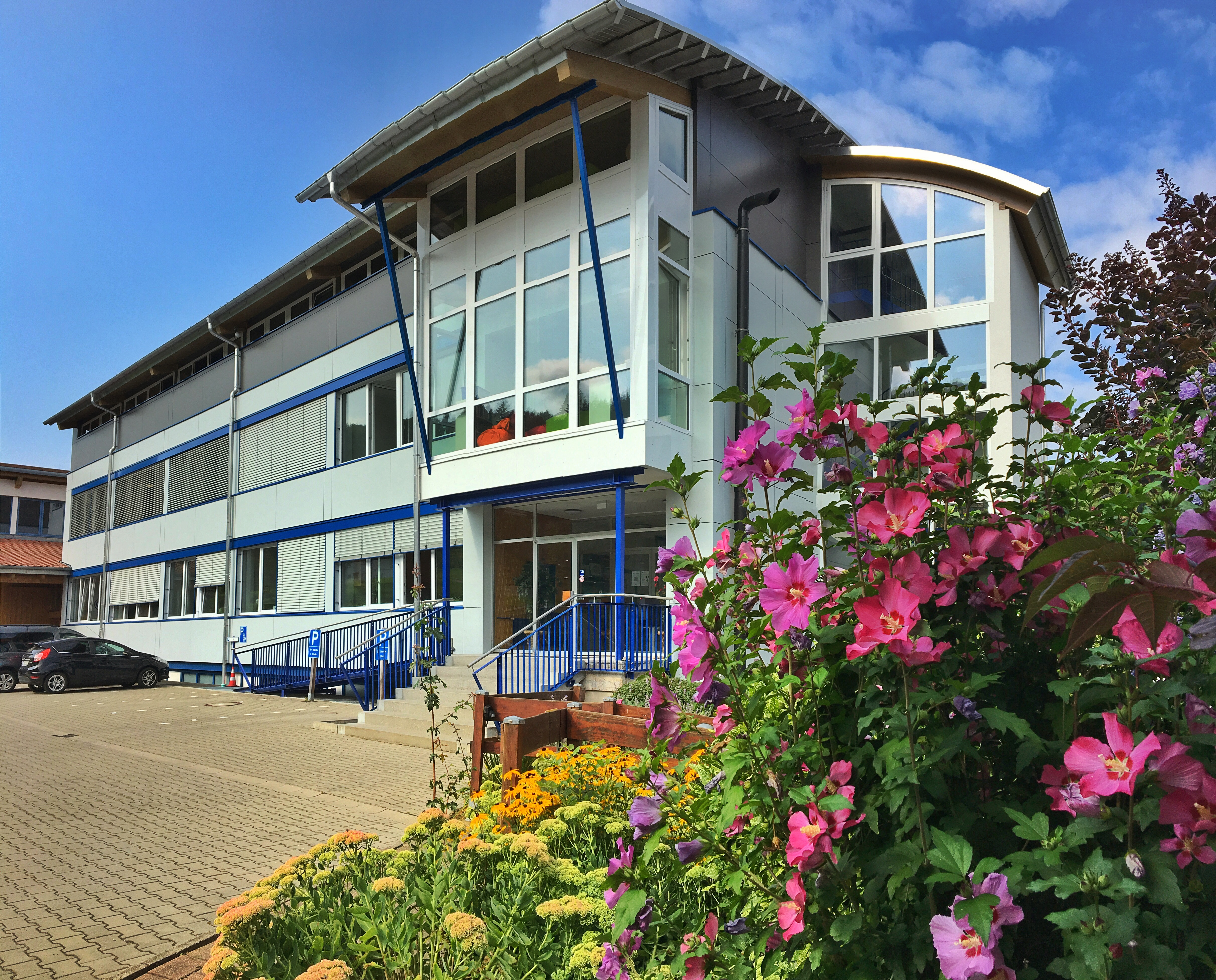
Hauptgebäude der Black Forest Academy in Kandern

Die Black Forest Academy (BFA) ist eine private englischsprachige Internatsschule mit christlichem Weltbild in Kandern. 1956 vom Missionswerk Janz Team gegründet, ist sie heute dessen Organisation TeachBeyond zugehörig und unterrichtet etwa 300 Schüler, vor allem Kinder aus internationalen Missionars- und Unternehmerfamilien.

## Entwicklung
1956 gründete das Janz Team für die Kinder seiner Mitarbeiter in Basel eine Schule, die eine Schulausbildung mit christlichem Wertefundament ermöglichte. Aufgrund stetigen Anwachsens der Schülerzahl wurde die Schule 1965 nach Lörrach in Deutschland, 1972 nach Sitzenkirch und schließlich 1984 nach Kandern verlegt. Der Unterricht an der BFA entspricht nordamerikanischen Lehrplänen mit christlicher Weltsicht und qualifiziert die Schüler für ein Hochschulstudium in Nordamerika und in England.
Derzeit (Stand: 2024) zählt die Black Forest Academy 270 Schüler und soll 2025 durch einen zusätzlichen Internatsbau auf 300 ansteigen. Hierzu kaufte die BFA das bisherige Pflegeheim im Wohnpark an der Kander. Bereits 2019 hatte die BFA das frühere Pflegeheim „Kanderner Hof“ zur Erweiterung des Internatsbetriebs gekauft. Die meisten Schüler sind sogenannte Third Culture Kids, deren Eltern in über 60 Ländern in Europa, dem Nahen Osten und Afrika missionarisch oder geschäftlich tätig sind. Neben den ungefähr 115 Internatsschülern, die in sechs Wohnheimen in und um Kandern untergebracht sind, kommen weitere Schüler aus der Umgebung einschließlich der naheliegenden Nachbarländer Frankreich und Schweiz.